# Cecylia Metella
Caecilia Metella – imię kobiet z wpływowego plebejskiego rodu rzymskiego Cecyliuszy.
- Cecylia Metella, córka Kwintusa Cecyliusza Metellusa Macedońskiego, konsula w 143 p.n.e. Urodzona przed 154 p.n.e.; zmarła po 133 p.n.e. Żona Gajusza Serwiliusza Watii (Gaius Servilius Vatia) pretora w 114 p.n.e.; matka Publiusza Serwiliusza Watii Izauryjskiego (Publius Servilius Vatia Isauricus), konsula w 79 p.n.e.

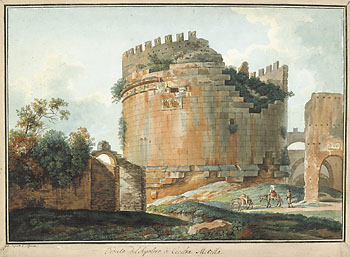
Grobowiec Cecylii Metellii

- Cecylia Metella, druga córka Kwintusa Cecyliusza Metellusa Macedońskiego, konsula w 143 p.n.e. Urodzona przed 147 p.n.e.; zmarła po 125 p.n.e. Żona Publiusza Korneliusza Scypiona Nazyki (Publius Cornelius Scipio Nasica) konsula w 111 p.n.e. Matka Publiusza Korneliusza Scypiona Nazyki, konsula w 93 p.n.e. i Kornelii, żony Publiusza Korneliusza Lentulusa Marcelina.

- Cecylia Metella Kalwa

- Cecylia Metella Balearyka, córka Kwintusa Cecyliusza Metellusa Balearyjskiego, konsula w 123 p.n.e. Urodzona po 134 p.n.e.; zmarła po 80 p.n.e. Historycy długo uważali, że to ona była żoną Appiusza Klaudiusza Puchra, konsula 79 p.n.e. Dopiero T. P. Wiseman w swoim artykule[1] postawił tezę, że żoną tą była jej kuzynka, córka Cecyliusza Diademata. Według relacji Cycerona w jego mowie obrończej w sprawie Sekstusa Roscjusza[2], w 80 p.n.e. Cecylia Balearyka udzieliła schronienia Sekstusowi Roscjuszowi zagrożonemu, że tak jak i jego ojciec zostanie zamordowany.

- Cecylia Metella Dalmatyka

- Cecylia Metella, córka Lucjusza Cecyliusza Metellusa Diademata, konsula w 117 p.n.e. Urodzona przed 115 p.n.e.; zmarła po 91 p.n.e. Żona Appiusza Klaudiusza Pulchra, konsula 79 p.n.e. (ta Cecylia, a nie Balearyka co pokazał T. P. Wiseman w swoim artykule[1]. Miała z Appiuszem sześcioro dzieci, między innymi Klodię i Klodiusza (zobacz też Drzewo genealogiczne Klaudiuszów Pulcher).

- Cecylia Metella (córka Celera)

- Cecylia Metella, córka Kwintusa Cecyliusza Metellusa Kreteńskiego, konsula w 69. Żona Marka Licyniusza Krassusa, syna triumwira Marka Krassusa. Jej syn, też Marek Licyniusz Krassus, został konsulem w 30 p.n.e. Zachował się jej wspaniały grobowiec przy drodze Appijskiej (Via Appia).